# Keystone–Loening Air Yacht
O Loening C-4C, mais tarde Keystone-Loening K-85 Air Yacht devido a fusão da Loening com a Keystone, foi um avião anfíbio utilitário construído no final dos anos 1920 nos Estados Unidos. Ele foi um desenvolvimento de Grover Loening a partir do Loening C-1 que criou em conjunto com Leroy Grumman, incorporando um novo design de fuselagem. Isto partiu da característica de Loening de fazer um fino, "bico" de flutuação à frente do casco da fuselagem. O motor era montado acima no meio entre as asas em um montante elevado, a cabine e o compartimento dos passageiros era todo fechado.
Dois C-4C foram construídos em 1928 antes da fusão das empresas, e em 1931 foram construídos mais dois em versão revisada, mas a produção do modelo não continuou.